# به‌طور کامل (فیلم ۱۹۳۰)
به طور کامل (انگلیسی: Hook, Line and Sinker) یک فیلم کمدی در سبک بزن‌بکوب به کارگردانی ادوارد اف کلاین است که در سال ۱۹۳۰ منتشر شد.

## بازیگران
- برت ویلر در نقش «ویلبر باس‌ول»
- رابرت وولسی در نقش «ادینگتون گانزی»
- استنلی فیلدز در نقش «مک‌کی»
- هیو هربرت در نقش «کارآگاه»
- دوروتی لی در نقش «مری مارش»
- ناتالی مورهد در نقش «دوشس بسی فون اسی»
- جابینا هاولند در نقش «ربه‌کا مارش»
- جورج اف. ماریون در نقش «مستخدم هتل»
- ویلیام بی. دیویدسون در نقش «دوک وینچستر»
- رالف هارولد در نقش «جان بلک‌ول»
- رابرت مکنزی